# Hojang Taret
Hojang Taret ist ein Theaterstück in klassischer Meitei-Sprache, das auf Euripides’ antiker griechischer Tragödie Die Phönikerinnen basiert. Es wird von Oasis Sougaijam inszeniert und vom The Umbilical Theatre in Imphal, Kangleipak (Meitei für Manipur) produziert. Es schildert die moralischen Ambivalenzen eines Konflikts zwischen Brüdern, der zum Untergang der antiken Stadt Theben führt.

## Handlung
Bevor Mutter Iocaste sich das Leben nimmt, versucht sie, ihre beiden Söhne Eteokles und Polyneikes zu versöhnen. Die beiden Brüder liefern sich einen heftigen Streit um den Thron. Ihre Söhne hören auf kein Wort von ihr. All ihre Bemühungen, den tragischen Verlust des kostbaren Lebens ihrer geliebten Kinder zu verhindern, sind vergeblich. So bringen sich die beiden Prinzen am Ende gegenseitig um. Der Kummer der Königin Jocasta kennt keine Grenzen. Schließlich begeht sie Selbstmord. Unmittelbar danach muss die Stadt Theben ihrer Zerstörung erleben.

## Überblick
Während das Stück Hojang Taret bei der 13. Ausgabe der Mahindra Excellence Theatre Awards (META) aufgeführt wurde, stellte Oasis Sougaijam, der Regisseur von Hojang Taret, fest:

„Der Schwerpunkt liegt auf der Verschmelzung von körperlicher Bewegung, visuellen Bildern und Musik zu einer visuellen Erzählung. ... Hojang Taret ist eine klassische griechische Tragödie, geschrieben von Euripides, die auch heute noch aktuell ist. Der lange Kampf um unsere Unabhängigkeit und die Teilung unseres Landes haben mich sehr berührt. Diese Ähnlichkeiten der Kriegsfolgen, die auch nach 2.500 Jahren noch aktuell sind, haben mich dazu bewogen, dieses Stück für ein größeres Publikum auszuwählen. Der Schwerpunkt meiner Regiearbeit liegt auf der Verschmelzung von körperlicher Bewegung, visuellen Bildern und Musik zu einer visuellen Erzählung mit Multimedia-Elementen.“

Neben der META wurde das Stück im Rahmen des 19. Bharat Rang Mahotsav präsentiert, das vom indischen Kulturministerium organisiert wurde, nachdem ein Auswahlverfahren und ein Screening für die Veranstaltung stattgefunden hatten.
Am 8. März 2018 wurde das Stück auch bei der 8. Theaterolympiade 2018 in Bhanja Kala Mandap, BJB Nagar, Bhubaneswar, Odisha, aufgeführt.